# 시마모리촌
시마모리촌(島守村)은 아오모리현 산노헤군에 설치되었던 촌이다.

## 연혁
- 1889년 4월 1일 - 정촌제 시행에 의해 산노헤군의 2촌을 합병해 시마모리촌이 성립하였다.
- 1957년 3월 31일 - 산노헤군 나카자와촌과 합병해, 난고촌이 되어 소멸하였다.